# Maryland (1940)
Maryland is een Amerikaanse dramafilm uit 1940 onder regie van Henry King.

## Verhaal
Na de dood van haar echtgenoot in een jachtongeluk verkoopt Charlotte Danfield al haar paarden. Ze verbiedt haar zoon Lee om nog paard te rijden. Wanneer Lee verliefd wordt op de dochter van een paardenverzorger, legt hij de bezwaren van zijn moeder naast zich neer om deel te nemen aan een wedstrijd.

## Rolverdeling
| Acteur           | Personage          |
| ---------------- | ------------------ |
| Walter Brennan   | William Stewart    |
| Fay Bainter      | Charlotte Danfield |
| Brenda Joyce     | Linda              |
| John Payne       | Lee Danfield       |
| Charles Ruggles  | Dick Piper         |
| Hattie McDaniel  | Tante Carrie       |
| Marjorie Weaver  | Georgie Tomlin     |
| Sidney Blackmer  | Spencer Danfield   |
| Ben Carter       | Shadrach           |
| Ernest Whitman   | Dogface            |
| Paul Harvey      | Buckman            |
| Spencer Charters | Rechter            |